# 小野早稀
小野 早稀（おの さき、1990年〈平成2年〉11月26日 - ）は、日本の女性声優。東京都中野区出身。オフィスアネモネ所属。旭プロダクションプロデュースによる声優ユニット「あいまいみーまいん」のメンバーの一人であった。

## 経歴
声優を目指したきっかけはテレビアニメ『天元突破グレンラガン』を挙げている。高校時代に作品を見て、「沢山の人の感情を動かせるなんて素敵な職業だ」、「声優になれたらいいな」と思った。当時は引っ込み思案だった事もあり行動出来る訳もなく断念し、大学に進学して、就職活動が始め出していた。その頃に『天元突破グレンラガン』を見直し、「自分が絶対にこの道を選んで後悔していないと言える道は何だろう？」と改めて考えていた結果、声優という答えしか出て来なかったという。
2012年10月15日、劇団青年座映画放送所属。
2015年のTVアニメ『温泉幼精ハコネちゃん』が初主演となった。
2016年11月26日、自身のTwitterにて、劇団青年座映画放送からジャストプロに移籍したことを報告した。
2018年、第12回声優アワードにて「どうぶつビスケッツ×PPP」として歌唱賞を受賞。
2019年4月30日をもってジャストプロを退所。
2020年9月1日、オフィスアネモネ所属。

## 人物
- 私立順心女子高等学校卒業、白百合女子大学中退[1]。
- エビが好きである[7]。
- ご飯を食べることと、ゲームをすることが好きである[7]。料理も上手い。
- 声優の桑原由気と仲が良い[7]。
- 声優になってよかったこととして「友達がいっぱいできたこと」を挙げており、幼稚園から大学を通してほとんど友達がいなかったことを明かしている[14]。
- 広島東洋カープの大ファン（ファンになったのは2014年頃であることを自身のTwitterで報告している）で、好きな選手はブラッド・エルドレッド。その縁もあって、『RCCカープナイター』での専用ジングルが制作された[注 1]。
- 漫画家 佃煮のりおが運営するバーチャルYouTuberプロダクション『のりプロ』所属のバーチャルYouTuberの愛宮みるくは、2020年4月7日にデビューし[15]、その10日後にYouTube上の自身のチャンネルで初配信[16]を行っている[17]（2024年からはフリーランス）。愛宮の演者は公表されていないが、『ひめゴト』で共演した桑原由気との対談企画などで[18]小野であることを自ら示唆している。

## 出演
太字はメインキャラクター。

### テレビアニメ
2013年
- 境界の彼方（ウェイトレス）
- 幻影ヲ駆ケル太陽（女子生徒）
- 私がモテないのはどう考えてもお前らが悪い!（野球部マネージャー）

2014年
- ひめゴト（運子）

2015年
- 温泉幼精ハコネちゃん（ハコネちゃん）
- VENUS PROJECT -CLIMAX-（小瀬路未）
- ふなっしーのふなふなふな日和（にゃおっしー）

2016年
- ナゾトキネ（西河愛子）

2017年
- けものフレンズ（2017年 - 2019年、アライグマ、キングコブラ、オオセンザンコウ） - 2シリーズ

2018年
- BEATLESS（遠藤ユカ） - 2シリーズ

2019年
- 岐阜のたてかよこ（うさバレリーナのりんちゃん）

### 劇場アニメ
- フラ・フラダンス（2021年、環奈の後輩）

### Webアニメ
- ようこそジャパリパーク（2018年、ナレーション）

### ゲーム
2013年
- 劇場版 魔法少女まどか☆マギカ the battle pentagram（使い魔、魔女、生徒、ナース）

2014年
- アイドリズム（猫屋敷棗）

2015年
- ウィッチャー3 ワイルドハント

2016年
- かんぱに☆ガールズ（クラリス・リグビー、アイタナ・フェリン）
- スケ雀刑事（ブリジット・ブリュアン、物部智恵理）
- モン娘☆は〜れむ（アステル、チャン）

2017年
- 限界凸城 キャッスルパンツァーズ（ミコト・バルツァー）
- ファンタジースクワッド（アシラ）
- 秘密の宿屋（デルフィン）
- ドラゴンジェネシス（イオ）
- ナイツクロニクル（ロゼット）
- BLAZING ODYSSEY（アルテア）
- 政剣マニフェスティア（カクタス・タナカ、スカーレット・ヒラタ）

2018年
- 共闘ことばRPG コトダマン（2018年 - 2019年、フ眠の森の美女、ララン犬シュタイン、ホガラファエル、ソーサリエル、アライグマ、オオセンザンコウ）
- 温泉むすめ ゆのはな これくしょん（定山渓泉美）
- 神撃のバハムート（シェラン）
- 少女とドラゴン（ウェルテ）
- 天華百剣 -斬-（島津正宗）
- 幻獣契約クリプトラクト（ウルズ）
- るるたるイデア（優美なる将軍ルネリウス）

2019年
- オメガラビリンス ライフ（紅月ひなた）
- けものフレンズ3（アライグマ、オオセンザンコウ）

2020年
- アートコードサマナー（ジュゼッペ・アルチンボルド）
- CARAVAN STORIES（ネルル）
- エコーズオブパンドラ（AMX 13 75）
- アリアクロニクル（ナディヤ）
- グリザイア クロノスリベリオン（2020年 - 2023年、レイチェル・カーペンター） - 2作品

2021年
- アカシッククロニクル〜黎明の黙示録（ナナ、ファニー）

2022年
- ナナリズムダッシュ（アライグマ）
- ビートリフレ（晴山友莉音）
- ウマ娘 プリティーダービー

### ドラマCD
2014年
- マウリと竜（チビ）

2017年
- 変女 〜変な女子高生 甘栗千子〜（桃木りり）※コミックス第7巻ドラマCD付属限定版
- DUEL!!（鈴本蘭世）

2018年
- 温泉むすめ ドラマCD Vol.3『北海道 Collection 北海道湯けむり横断記』（定山渓泉美）

### 吹き替え

#### 映画
- サマーキャンプ（英語版）（2021年）
- チェリー（2021年）
- モキシー 〜私たちのムーブメント〜（2021年）

### ラジオ
※はインターネット配信。
- 霜科生徒会のひめゴトラジオ（2014年、音泉※）[64]
- 音泉幼精ハコネちゃんラジオ♪（2015年、音泉※）
- けものフレンズRADIO!!（2016年 - 2018年、HiBiKi Radio Station※）
- RCCカープナイター（2017年7月7日-10月24日、RCCラジオ）専用ジングル
- けものフレンズ presents フレンズ探検隊（2017年 - 2018年、文化放送）[65]
- BEATLESS〜はっく・ざ・らじお〜（2018年、MBSラジオ）[66]
- 小野早稀のradioclub.jp（2018年、葛飾エフエム放送）[67]
- あにてれ presents フレンズ探検隊2（2018年 - 2019年、文化放送）

### テレビ番組
※はインターネット配信。
- けものフレンズアワー（2016年11月22日 - 2018年4月18日、ニコニコ生放送※）[68]
- アニュ研! 秋葉原アニメ・アミューズメント研究所（2017年10月31日 - 11月22日、TOKYO MX2）
- 桑原由気＆小野早稀のヲタクな日々！（2017年11月8日 - 2019年6月13日、ニコニコ生放送※）[69]
- けものフレンズアワー2（2018年5月10日 - 2019年4月10日、ニコニコ生放送※）
- 小野早稀の「今夜、あなたと一杯」〜ラーメンWalker東京のあの店で〜（2018年9月25日 - 2019年3月26日、ニコニコ生放送・実験放送※）[70]
- 小野早稀の今夜あなたと一杯（2019年5月27日 - 2020年3月23日、ニコニコチャンネル生放送※）[71]

### 舞台
- レジェンドオブふなっしー（2016年6月30日 - 7月31日、DMM VR THEATER） - キャロン 役（声の出演）[72]
- 舞台「けものフレンズ」（2017年6月14日 - 18日、品川プリンスホテルクラブeX / 2018年1月13日 - 21日、AiiA 2.5 Theater Tokyo） - アライグマ 役[73]
- オリジナル朗読劇「お化けなんて全然怖くない。」（2018年11月1日 - 4日、築地ブディストホール）[74]
- 舞台「けものフレンズ」2～ゆきふるよるのけものたち～（2018年11月18日 - 18日、品川プリンスホテル クラブeX） - アライグマ 役（「アライさんとフェネックの回」に出演）[75]
- リーディング&ライブ「Re:Union」（2019年1月24日 - 27日、新宿シアターモリエール） - 神楽坂ゆい 役[76]
- 初等教育ロイヤル（2019年5月29日 - 6月2日、こくみん共済 coop ホール（全労済ホール）／スペース・ゼロ）[77] - 山田さん 役[78]
- 舞台版 魔法少女（？）マジカルジャシリカ-マジカル零-ZERO-（2019年9月5日 - 16日、CBGKシブゲキ!!） - 安藤愛莉 役[79]
- 勇者セイヤンの物語（真）（2019年12月4日 - 8日、こくみん共済 coop ホール（全労済ホール）／スペース・ゼロ）[80]
- オリジナル朗読劇「この空を見上げて」（2020年2月13日 - 16日、R’sアートコート（労音大久保会館））[81]

### デジタルコミック
- 人形峠（2018年、伊万里舞）

### その他
- 東武動物公園 園内アナウンス（2017年）[82]
- アートにエールを!東京プロジェクト（個人型）「フォトグラフ同好会」（2020年、みそら[83]）

## ディスコグラフィ

### 参加ユニット
- どうぶつビスケッツ - けものフレンズによる声優ユニット。
- タルトタタン - 2012年3月21日にデビュー。2012年7月6日に脱退[84][85]。

### キャラクターソング
| 発売日   | 商品名                                           | 歌 | 楽曲                                                                                       | 備考                                               |
| 2017年   | 2017年                                           | 2017年 | 2017年                                                                                     | 2017年                                             |
| -------- | ------------------------------------------------ | --- | ------------------------------------------------------------------------------------------ | -------------------------------------------------- |
| 2月8日   | ようこそジャパリパークへ                         | どうぶつビスケッツ×PPP | 「ようこそジャパリパークへ」                                                               | テレビアニメ『けものフレンズ』オープニングテーマ   |
| 6月7日   | Japari Café                                      | どうぶつビスケッツ＋かばん（内田彩）×PPP | 「けものパレード 〜ジャパリパークメモリアル〜」 「ようこそジャパリパークへ」               | テレビアニメ『けものフレンズ』関連曲               |
| 6月7日   | Japari Café                                      | どうぶつビスケッツ | 「ホップステップフレンズ」                                                                 | テレビアニメ『けものフレンズ』関連曲               |
| 12月13日 | Japari Café2                                     | アライグマ（小野早稀）とフェネック（本宮佳奈） | 「マイペースちぇいさー」                                                                   | テレビアニメ『けものフレンズ』関連曲               |
| 12月13日 | Japari Café2                                     | どうぶつビスケッツ＋かばん（内田彩）×PPP / セリフ - コツメカワウソ（近藤玲奈）、アフリカオオコノハズク（三上枝織）、ワシミミズク（上原あかり）、マーゲイ（山下まみ）、ギンギツネ（相坂優歌）、キタキツネ（三森すずこ） | 「ドレミファロンド（フレンズ ver.）」                                                      | テレビアニメ『けものフレンズ』関連曲               |
| 12月13日 | フレ！フレ！ベストフレンズ                       | どうぶつビスケッツ×PPP | 「フレ！フレ！ベストフレンズ」                                                             | ゲーム『けものフレンズぱびりおん』テーマソング     |
| 12月13日 | フレ！フレ！ベストフレンズ                       | どうぶつビスケッツ | 「ファンファン！メロディ♪」                                                                | テレビアニメ『けものフレンズ』関連曲               |
| 12月13日 | フレ！フレ！ベストフレンズ 初回限定盤B特典CD     | アライグマ（小野早稀）、フェネック（本宮佳奈） | 「ようこそジャパリパークへ」                                                               | テレビアニメ『けものフレンズ』関連曲               |
| 2018年   |                                                  | |                                                                                            |                                                    |
| 10月4日  | さふぁりどらいぶ♪                                | どうぶつビスケッツ | 「ハッピービスケット」                                                                     | ゲーム『けものフレンズピクロス』オープニングテーマ |
| 10月4日  | さふぁりどらいぶ♪                                | どうぶつビスケッツ | 「Poppin'ジャパリズム」 「ぐれーとじゃーにー！」 「ようこそジャパリパークへ（Xmas ver.）」 | テレビアニメ『けものフレンズ』関連曲               |
| 10月4日  | さふぁりどらいぶ♪                                | アライグマ（小野早稀）とフェネック（本宮佳奈） with サーバル（尾崎由香） | 「マイペースちぇいさー」                                                                   | テレビアニメ『けものフレンズ』関連曲               |
| 10月4日  | さふぁりどらいぶ♪                                | アライグマ（小野早稀） | 「おまかせなのだ！ 」                                                                      | テレビアニメ『けものフレンズ』関連曲               |
| 10月4日  | さふぁりどらいぶ♪                                | アライグマ（小野早稀）とフェネック（本宮佳奈） | 「何でも言うことを聞いてくれるフェネック」                                                 | テレビアニメ『けものフレンズ』関連曲               |
| 10月4日  | さふぁりどらいぶ♪                                | サーバル（尾崎由香）とかばん（内田彩）とアライグマ（小野早稀）とフェネック（本宮佳奈） | 「ぼくのフレンド」                                                                         | テレビアニメ『けものフレンズ』関連曲               |
| 12月25日 | レイニーボーイフレンド                           | OH YOU LADY? | 「レイニーボーイフレンド」 「ぽかぽか音頭」                                                | 『温泉むすめ』関連曲                               |
| 2019年   |                                                  | |                                                                                            |                                                    |
| 2月13日  | 乗ってけ！ジャパリビート                         | どうぶつビスケッツ×PPP | 「乗ってけ！ジャパリビート」                                                               | テレビアニメ『けものフレンズ2』オープニングテーマ  |
| 2月13日  | 乗ってけ！ジャパリビート                         | どうぶつビスケッツ | 「たんけんデイズ」                                                                         | テレビアニメ『けものフレンズ2』関連曲              |
| 4月17日  | 百華繚乱                                         | 鬼神丸国重（天海由梨奈）、小狐丸（近藤玲奈）、島津正宗（小野早稀）、微塵丸（阿部笑華） | 「フレフレTRY!〜君に捧げる応援歌〜」                                                       | ゲーム『天華百剣 -斬-』関連曲                      |
| 5月29日  | ようこそジャパリパークへ 〜こんぷりーとべすと〜  | うぃあーふれんず！ | 「ようこそジャパリパークへ（ただいま ver.）」                                              | テレビアニメ『けものフレンズ2』エンディングテーマ  |
| 8月1日   | オメガラビリンス ライフ 乳 (New) Character Songs | 紅月ひなた（小野早稀） | 「Let's go, jump!」                                                                        | ゲーム『オメガラビリンス ライフ』関連曲            |
| 10月4日  | け・も・の・だ・も・の                           | どうぶつビスケッツ×PPP | 「け・も・の・だ・も・の」                                                                 | ゲーム『けものフレンズ3』主題歌                    |
| 10月4日  | け・も・の・だ・も・の                           | どうぶつビスケッツ×PPP | 「わっはっはっえがお」                                                                     | ゲーム『けものフレンズ3』関連曲                    |
| 10月4日  | け・も・の・だ・も・の                           | どうぶつビスケッツ | 「ぴかぴかエモーション」                                                                   | ゲーム『けものフレンズ3』関連曲                    |
| 2020年   |                                                  | |                                                                                            |                                                    |
| 12月9日  | MIRACLE DIALIES                                  | どうぶつビスケッツ | 「進め！アライさん探検隊！」                                                               | ゲーム『けものフレンズ3』関連曲                    |

### その他参加楽曲
| 発売日       | 商品名     | 歌                       | 楽曲 | 備考                                       |
| ------------ | ---------- | ------------------------ | --- | ------------------------------------------ |
| 2012年6月6日 | テトラッド | タルトタタン（小野早稀） | 「しょうがないマイラブ」 | 『musicるTV』2012年6月度オープニングテーマ |
| 2012年6月6日 | テトラッド | タルトタタン（小野早稀） | 「入り鉄砲に出女」 「モカモカ」 「シンキングインザレイン」 「ダンシング」 「ワンコインソング」 「鳴門」 「5 days」 「EPOC MAKING LOVE」 |                                            |

## 書籍

### 写真集
- One day（2020年1月25日、トランスワールドジャパン）ISBN 978-4-86256-272-2

### 雑誌連載
- けものフレンズ（『声優パラダイスR』：2017年Vol.19（2017年7月14日発売）–）
- お先に失礼♡（『声優パラダイスR』：2018年Vol.25（2018年3月15日発売）–）